# Auxon (Aube)
Pour les articles homonymes, voir Auxon.
Auxon [osɔ̃] est une commune française en Pays d'Armance, située dans le département de l'Aube en région Grand Est. Ses habitants sont les Alsoniens.

## Géographie
| Eaux-Puiseaux  | Maraye-en-Othe | Chamoy             |
|                | Auxon          | Montigny-les-Monts |
| Ervy-le-Châtel | Davrey         |                    |

### Topographie
Sur un cadastre de 1834 existaient au territoire du village : le bois d'Auxon, de Sainte-Colombe, le Bois-Monsieur ; le Bas-Auxon, Blaine les Chaumes, Cosdon, la Coudre, la Cour-Aubert, Courtelon, Empoche, Espaillart, la fontaine aux Fées, la Forêt-Beauregard, le Foulon-Ponché, l'étang Jolly, la Maladière, les Macherées, les Moulins : Blanc, celui du bois, Pochet, des Epaillarts, la chapelle Notre-Dame à la Coudre, celle de Notre-Dame-des-Vertus à Sivrey, la Noue, Paillarton, les Pâtures, le Péage, les Perchées, Prudhon, Roncenay, le chemin de Saint-Claude, la Scierie, l'Huilerie, Sivrey, la Tuilerie, Verdonnet et Vert.

### Hydrographie

#### Réseau hydrographique
La commune est dans la région hydrographique « la Seine de sa source au confluent de l'Oise (exclu) » au sein du bassin Seine-Normandie. Elle est drainée par l'Armance, le ruisseau du Saussoi, le ruisseau de Chamblin, le ruisseau de Montigny, le canal 01 du Moulin du Bois, le canal 02 du Moulin du Bois, le ru de Sivrey, le ru de Vert, le ruisseau du Saussoi et divers autres petits cours d'eau,.
L'Armance, d'une longueur de 48 km, prend sa source dans la commune de Chaource et se jette  dans l'Armançon à Saint-Florentin, après avoir traversé 19 communes.
Le ruisseau du Saussoi, d'une longueur de 11 km, prend sa source dans la commune de Vosnon et se jette  dans l'Armance à Ervy-le-Châtel, après avoir traversé trois communes.

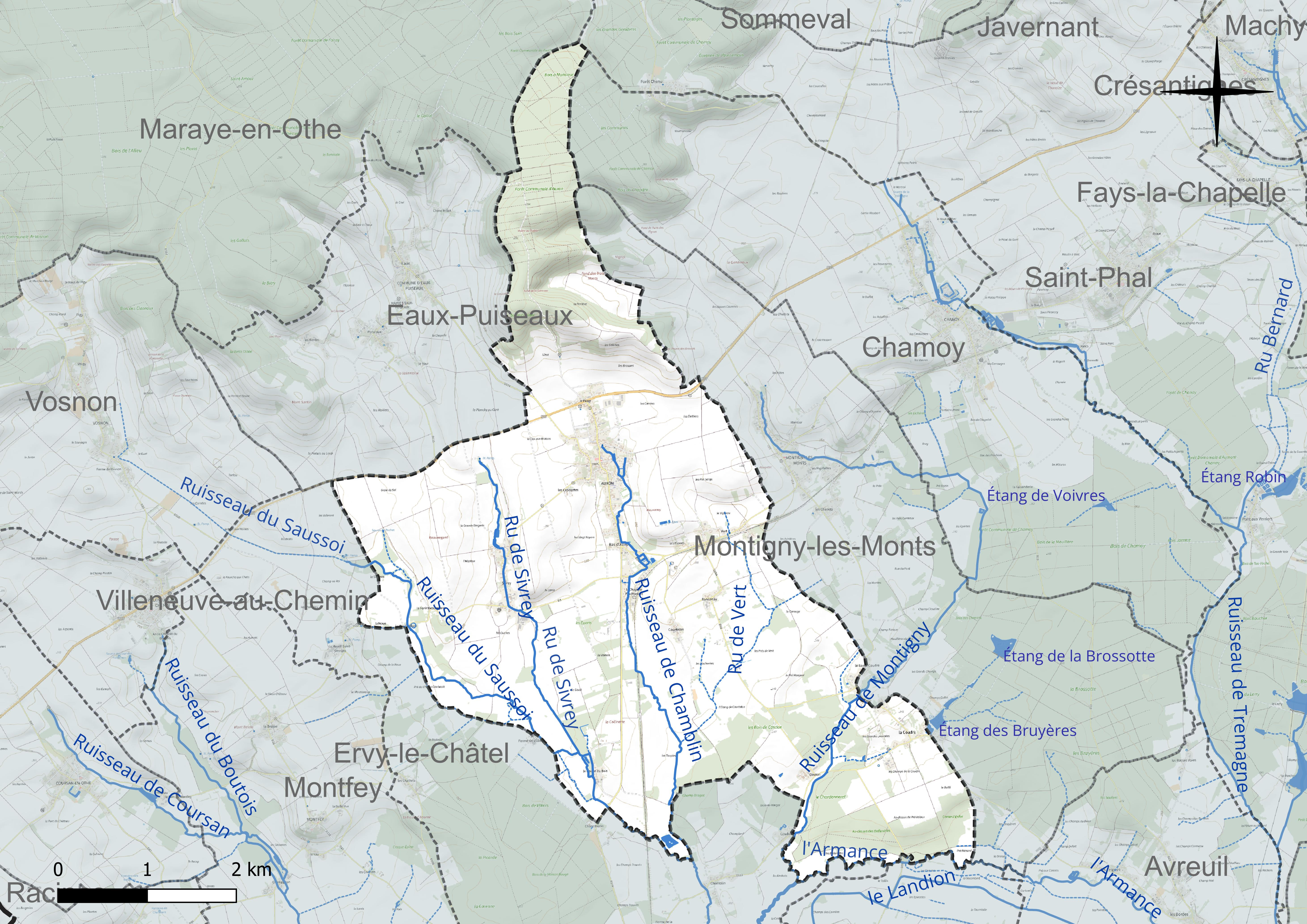
Réseau hydrographique d'Auxon.

#### Gestion et qualité des eaux
Le territoire communal est couvert par le schéma d'aménagement et de gestion des eaux (SAGE) « Armançon ». Ce document de planification concerne le territoire du bassin versant de l'Armançon qui s’étend sur 3 100 km2 et se répartit sur trois départements (l'Aube, l'Yonne et la Côte-d'Or). Il a été approuvé le 6 mai 2013. La structure porteuse de l'élaboration et de la mise en œuvre est le syndicat mixte du bassin versant de l'Armançon (SMBVA).
La qualité des cours d’eau peut être consultée sur un site dédié géré par les agences de l’eau et l’Agence française pour la biodiversité.

### Climat
Pour des articles plus généraux, voir Climat du Grand Est et Climat de l'Aube.
En 2010, le climat de la commune est de type climat océanique dégradé des plaines du Centre et du Nord, selon une étude du Centre national de la recherche scientifique s'appuyant sur une série de données couvrant la période 1971-2000. En 2020, Météo-France publie une typologie des climats de la France métropolitaine dans laquelle la commune est exposée à un climat océanique altéré et est dans la région climatique Lorraine, plateau de Langres, Morvan, caractérisée par un hiver rude (1,5 °C), des vents modérés et des brouillards fréquents en automne et hiver.
Pour la période 1971-2000, la température annuelle moyenne est de 10,5 °C, avec une amplitude thermique annuelle de 15,9 °C. Le cumul annuel moyen de précipitations est de 757 mm, avec 12,2 jours de précipitations en janvier et 7,9 jours en juillet. Pour la période 1991-2020, la température moyenne annuelle observée sur la station météorologique de Météo-France la plus proche, « Chessy-les-Prés_sapc », sur la commune de Chessy-les-Prés à 9 km à vol d'oiseau, est de 11,2 °C et le cumul annuel moyen de précipitations est de 756,5 mm. 
La température maximale relevée sur cette station est de 41,4 °C, atteinte le 25 juillet 2019 ; la température minimale est de −22,2 °C, atteinte le 2 janvier 1997,,.
Les paramètres climatiques de la commune ont été estimés pour le milieu du siècle (2041-2070) selon différents scénarios d'émission de gaz à effet de serre à partir des nouvelles projections climatiques de référence DRIAS-2020. Ils sont consultables sur un site dédié publié par Météo-France en novembre 2022.

## Urbanisme

### Typologie
Au 1er janvier 2024, Auxon est catégorisée commune rurale à habitat dispersé, selon la nouvelle grille communale de densité à 7 niveaux définie par l'Insee en 2022.
Elle est située hors unité urbaine. Par ailleurs la commune fait partie de l'aire d'attraction de Troyes, dont elle est une commune de la couronne,. Cette aire, qui regroupe 209 communes, est catégorisée dans les aires de 200 000 à moins de 700 000 habitants,.

### Occupation des sols
L'occupation des sols de la commune, telle qu'elle ressort de la base de données européenne d’occupation biophysique des sols Corine Land Cover (CLC), est marquée par l'importance des territoires agricoles (77,8 % en 2018), une proportion sensiblement équivalente à celle de 1990 (78 %). La répartition détaillée en 2018 est la suivante : 
terres arables (59,2 %), forêts (20,1 %), prairies (11,9 %), zones agricoles hétérogènes (6,7 %), zones urbanisées (2,1 %). L'évolution de l’occupation des sols de la commune et de ses infrastructures peut être observée sur les différentes représentations cartographiques du territoire : la carte de Cassini (XVIIIe siècle), la carte d'état-major (1820-1866) et les cartes ou photos aériennes de l'IGN pour la période actuelle (1950 à aujourd'hui).

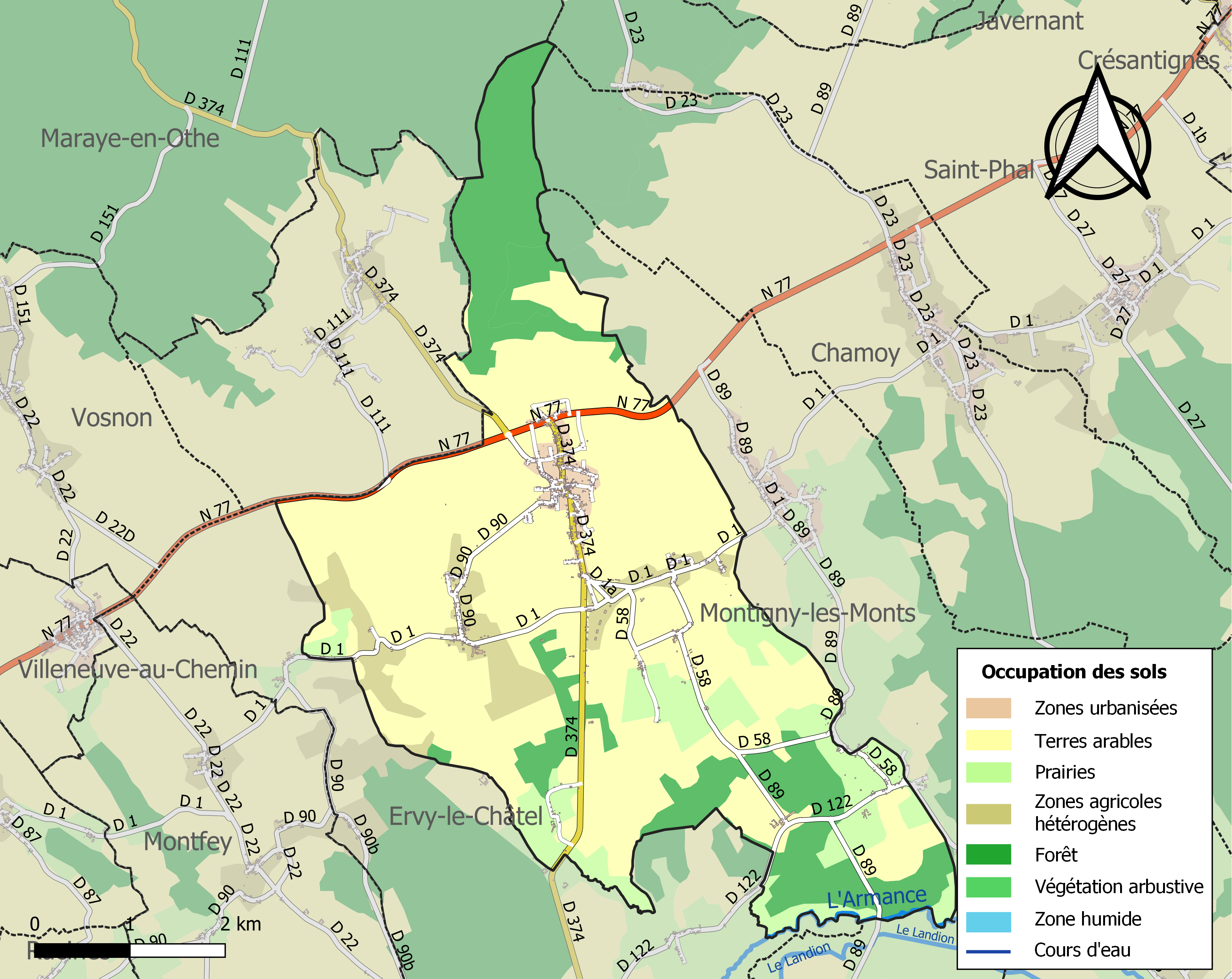
Carte des infrastructures et de l'occupation des sols de la commune en 2018 (CLC).

## Toponymie
Le nom correspond à une racine hydronymique pré-celtique.

## Histoire
Des haches en serpentinite datant du néolithique ont été découvertes au hameau de Sivrey. Le village est cité en 1290 comme ayant cent feux.
Le prieuré de Prudhon, relevant de l'abbaye Saint-Pierre-le-Vif était sous le vocable de Saint-Lou et fut parfois appelé prieuré d'Auxon. Le prieur avait les dîmes de Sivrey, Montigny, Belley, le Coudre, Clérey, Bailly et une partie de Le Vert ; ce qui représentait 8oo livres en 1689.
En 1789, le village était de l'intendance et de la généralité de Paris, de l'élection de Saint-Florentin et du bailliage de Troyes.
En 1846, la commune d'Eaux-Puiseaux est érigée au détriment du territoire de la commune d'Auxon.
Dans la nuit du 24 au 25 novembre 1870, pendant la guerre de 1870, 170 tirailleurs francs-comtois du corps garibaldien sous les ordres du capitaine Ollivier Ordinaire, attaquèrent, à Auxon, un corps prussien d'environ 300 hommes. Ils en tuèrent 60, on blessèrent 30 ou 40, firent des prisonniers, s'emparèrent d'un guidon, de paquets de correspondances et de 3 voitures de bagages. Les tirailleurs eurent 5 tués, 3 officiers blessés dont 2 grièvement, parmi eux, le sous-lieutenant Céron, grièvement blessé, mourut le lendemain ; le capitaine Panouze et le lieutenant Largier furent blessés,.
La conséquence directe de cet affrontement avec des francs-tireurs fut l'incendie et le pillage de la commune. Le maire Émile Gallot fut trainé sur la place et du obtempérer, c'est-à-dire qu'il du se soumettre là devant les soldats en armes,

### La Coudre
Hameau en rive droite du ruisseau le Montigny qui a sa chapelle. La chapelle actuelle de 1830, remplace une ancienne qui se trouvait cent mètres plus haut. Elle possède un mobilier ancien comme une croix de procession du XIIe siècle en champlevé mosans. L'ancienne chapelle dépendait de l'abbaye du Puits-d'Orbe à partir du 16 avril 1374, l'abbaye de Jully-les-Nonnains lui ayant échangé contre d'autres terres.
C'était aussi un fief qui relevait d'Ervy, en 1250 Milet sire de Chamblin l'était aussi de La Corre ; en 1558, Louise de Colligny, veuve de Louis II de Dinteville cédait ce fief ainsi que le Vert, Auxon, la Coudre et Moulin-du-Bas à son beau-fils. Le dernier connu est Calixte Largentier, abbé de L'Absie vers 1630.

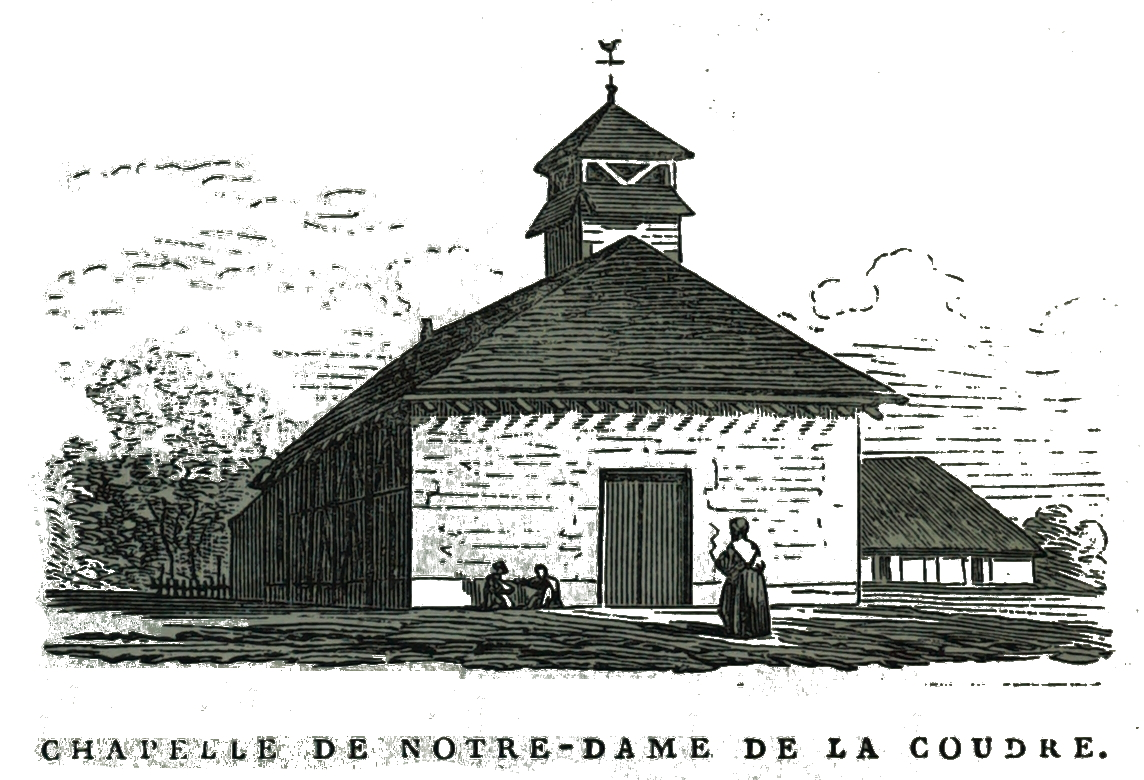
La chapelle par Charles Fichot,
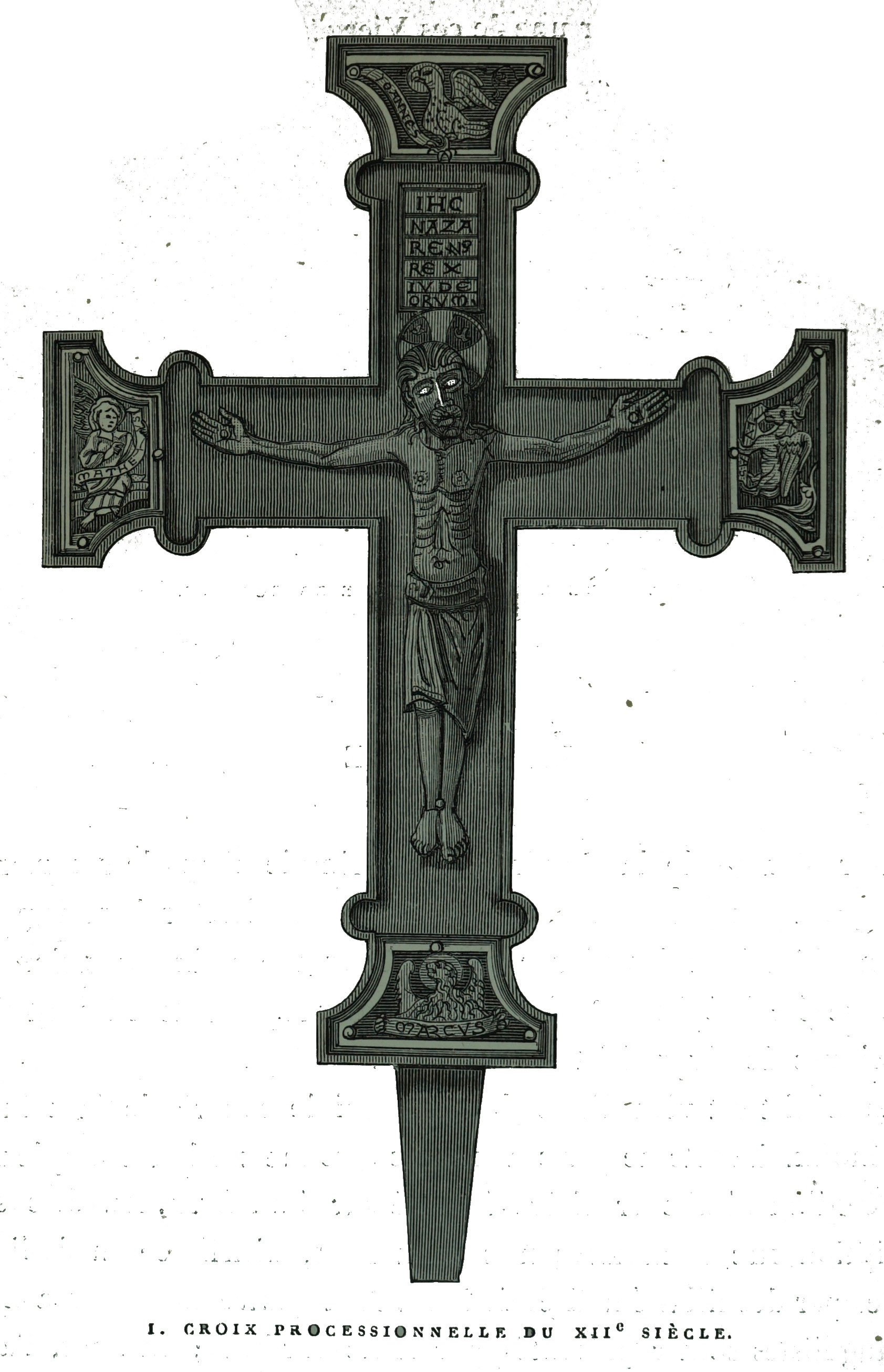
croix émaillée.

### Roncenay
Ancien fief de la châtellenie d'Ervy, il est connu pour avoir appartenu à Jean le Verduisant et Marguerite de la Brosse.

### Sivrey
Ancien fief de la châtellenie d'Ervy, dont le nom dérive de Sevriacus qui est cité en 869 lors du concile de Pistes qui se tenait en l'abbaye Saint-Pierre-le-Vif de Sens. En 1290 il avait quarante feux.

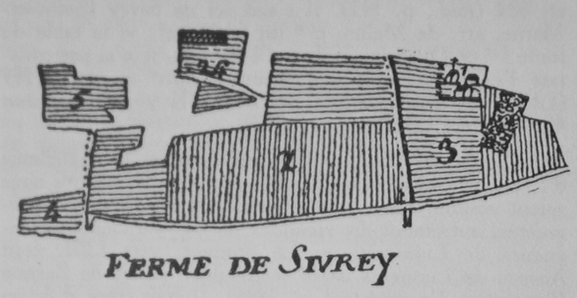
En 1752.

Il eut comme seigneurs la famille des vicomtes de Lignères avec Anseau en 1201. Puis la commanderie de Saint-Jean-du-Temple qui, avant 1302 avait une maison leur venant de la commanderie de Coulours. Elle fut agrandie en 1302 par le don venant de Gaucher de Brion, seigneur de Sivrey de tout ce qu'il possédait en ce fief. En 1397, Philippe de Savoysie, chambellan du roi est seigneur de Sivrey avec mote entourée d'eau, ou souloit avoir bonne maison et grange.
La chapelle Saint-Eloi a été fondée sur accord de Gilles Cornut évêque de Sens en 1282.
Le moulin appartenait à l'ordre de Malte jusqu'à sa saisie comme Bien national.

### Guerre de 1870, l'affaire d'Auxon
Trois garibaldiens reposent au cimetière d'Eaux-Puiseaux.

## Politique et administration

### Liste des maires
| Période                                  | Période   | Identité                                     | Étiquette | Qualité     |
| ---------------------------------------- | --------- | -------------------------------------------- | --------- | ----------- |
| mars 1989                                | mars 2001 | Franck Simard                                | RPR       | retraité    |
| mars 2001                                | août 2009 | Jean-Louis Caillet                           | DVD       | retraité    |
| octobre 2009                             | En cours  | Thierry Lorne Réélu pour le mandat 2020-2026 | DVD       | agriculteur |
| Les données manquantes sont à compléter. |           |                                              |           |             |

## Démographie
L'évolution du nombre d'habitants est connue à travers les recensements de la population effectués dans la commune depuis 1793. Pour les communes de moins de 10 000 habitants, une enquête de recensement portant sur toute la population est réalisée tous les cinq ans, les populations de référence des années intermédiaires étant quant à elles estimées par interpolation ou extrapolation. Pour la commune, le premier recensement exhaustif entrant dans le cadre du nouveau dispositif a été réalisé en 2007.

En 2022, la commune comptait 934 habitants, en évolution de −4,69 % par rapport à 2016 (Aube : +0,7 %, France hors Mayotte : +2,11 %).
| 1793  | 1800  | 1806  | 1821  | 1831  | 1836  | 1841  | 1846  | 1851  |
| ----- | ----- | ----- | ----- | ----- | ----- | ----- | ----- | ----- |
| 2 336 | 2 309 | 2 136 | 2 195 | 2 400 | 2 252 | 2 507 | 2 443 | 1 719 |

| 1856  | 1861  | 1866  | 1872  | 1876  | 1881  | 1886  | 1891  | 1896  |
| ----- | ----- | ----- | ----- | ----- | ----- | ----- | ----- | ----- |
| 1 606 | 1 589 | 1 605 | 1 502 | 1 540 | 1 403 | 1 323 | 1 359 | 1 230 |

| 1901  | 1906  | 1911  | 1921 | 1926 | 1931 | 1936 | 1946 | 1954 |
| ----- | ----- | ----- | ---- | ---- | ---- | ---- | ---- | ---- |
| 1 137 | 1 109 | 1 115 | 920  | 931  | 863  | 843  | 820  | 843  |

| 1962 | 1968 | 1975 | 1982 | 1990 | 1999 | 2006 | 2007 | 2012 |
| ---- | ---- | ---- | ---- | ---- | ---- | ---- | ---- | ---- |
| 812  | 801  | 764  | 861  | 905  | 927  | 966  | 971  | 941  |

| 2017  | 2022 | - | - | - | - | - | - | - |
| ----- | ---- | - | - | - | - | - | - | - |
| 1 005 | 934  | - | - | - | - | - | - | - |

## Économie
- La Fromagerie d'Auxon fabrique des fromages chaource, saint-florentin, saint-leu et langres[38] Le GAEC des Tourelles au Mesnil-Saint-Georges fabrique des chaources et soumaintrains fermiers[39].

## Faune
Le loup est présent sur le territoire de la commune. Auxon par arrêté préfectoral figure dans le cercle 2 c'est-à-dire la zone « où des actions de prévention sont nécessaires du fait de la survenue possible de la prédation par le loup pendant l'année en cours »

## Culture locale et patrimoine

### Lieux et monuments
- L'église Saint-Loup-de-Sens

Consacrée à saint Loup de Sens, cette église était jadis au diocèse de Sens (Yonne), siège d'une cure à la collation de l'abbé de Saint-Pierre-le-Vif-lès-Sens. Commencée par l'est vers 1506, elle fut terminée avant 1550. Portail sud de 1537. Portail ouest de 1540. Voûtes occidentales et tour du XVIIe siècle.

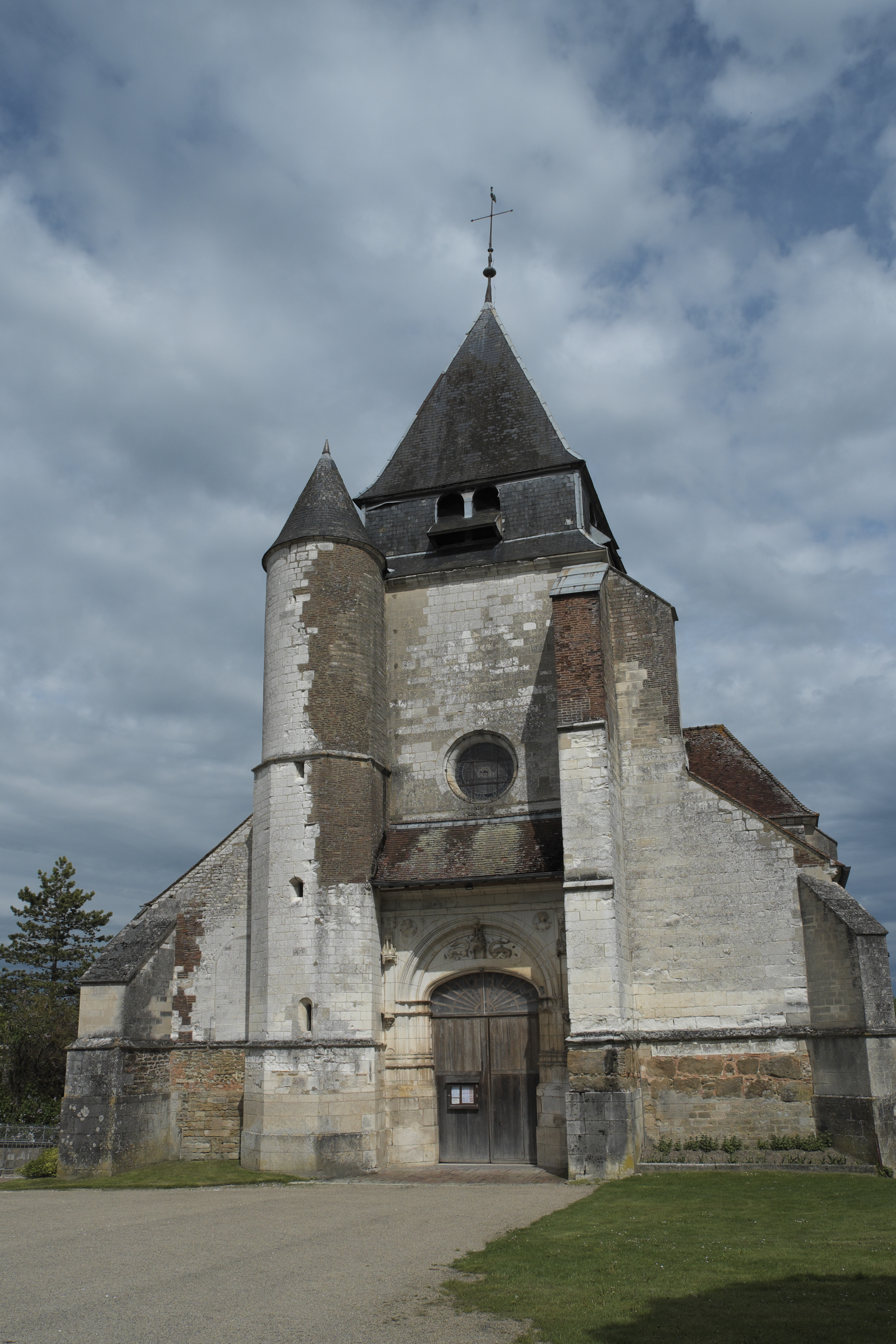
L'église et
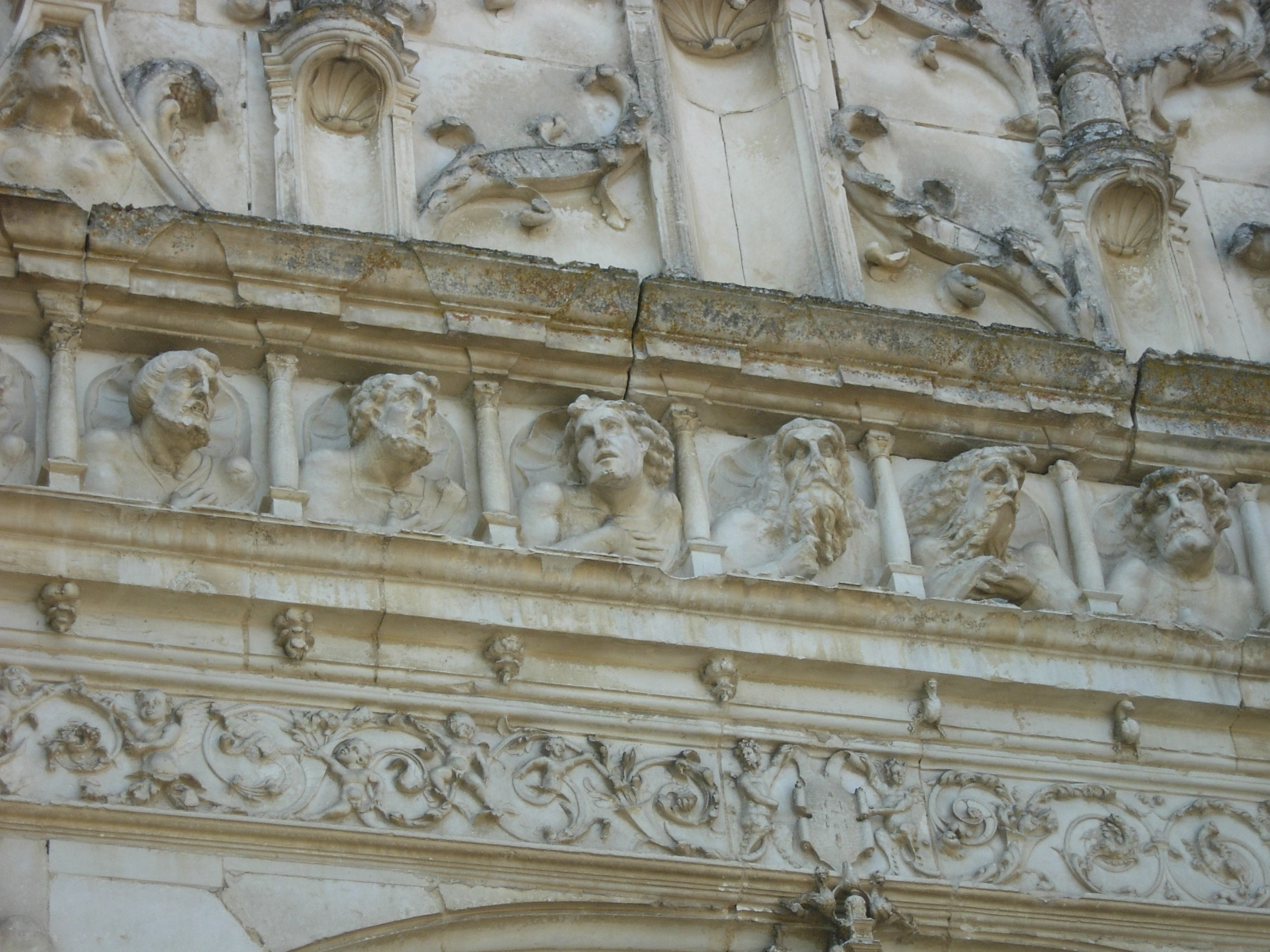
détail de la porte latérale.
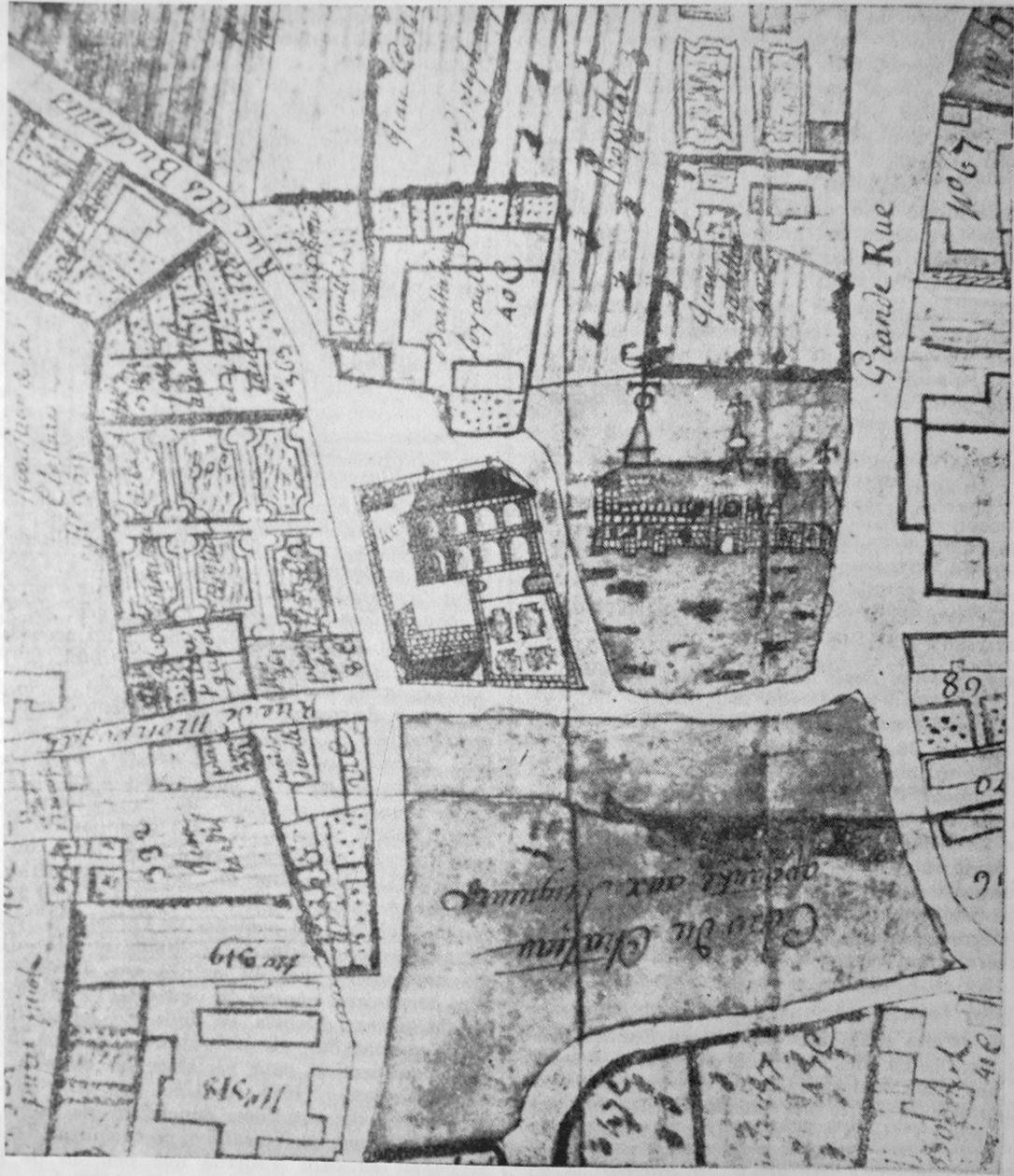
Église et château.

- Hameau de Sivrey : sa chapelle et son lavoir [42]

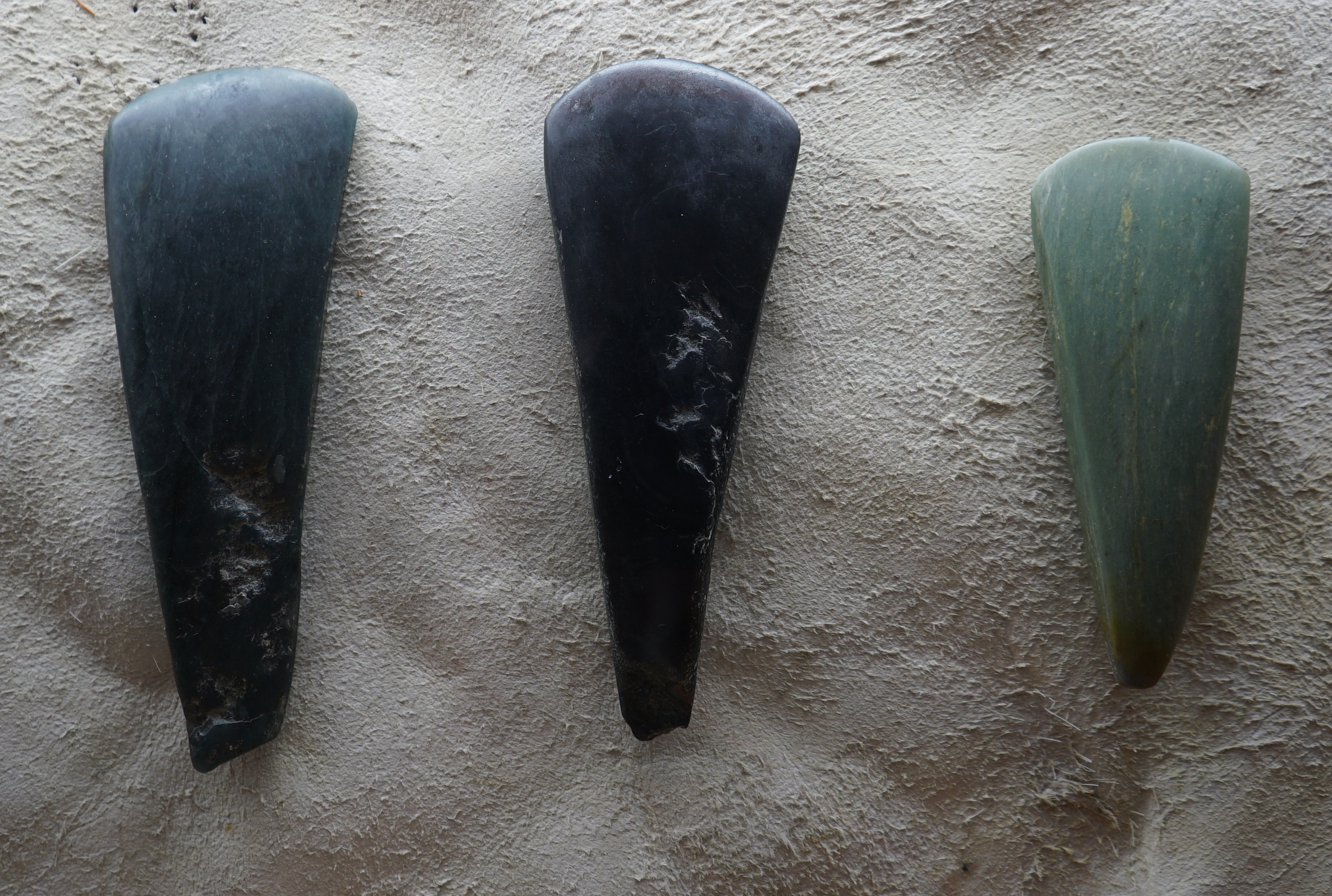
Haches polies du trésor de Sivrey,
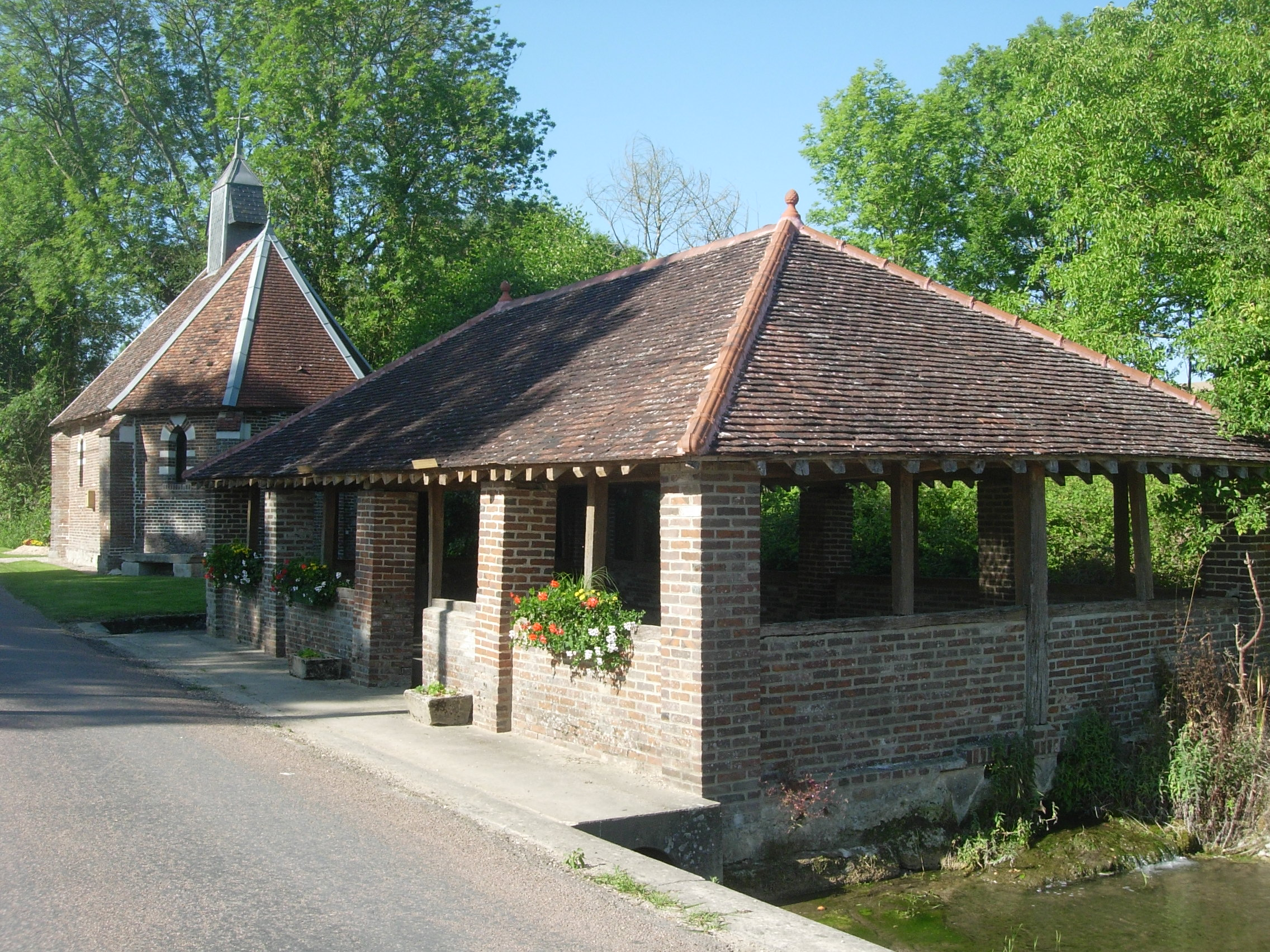
La chapelle et le lavoir de Sivrey,
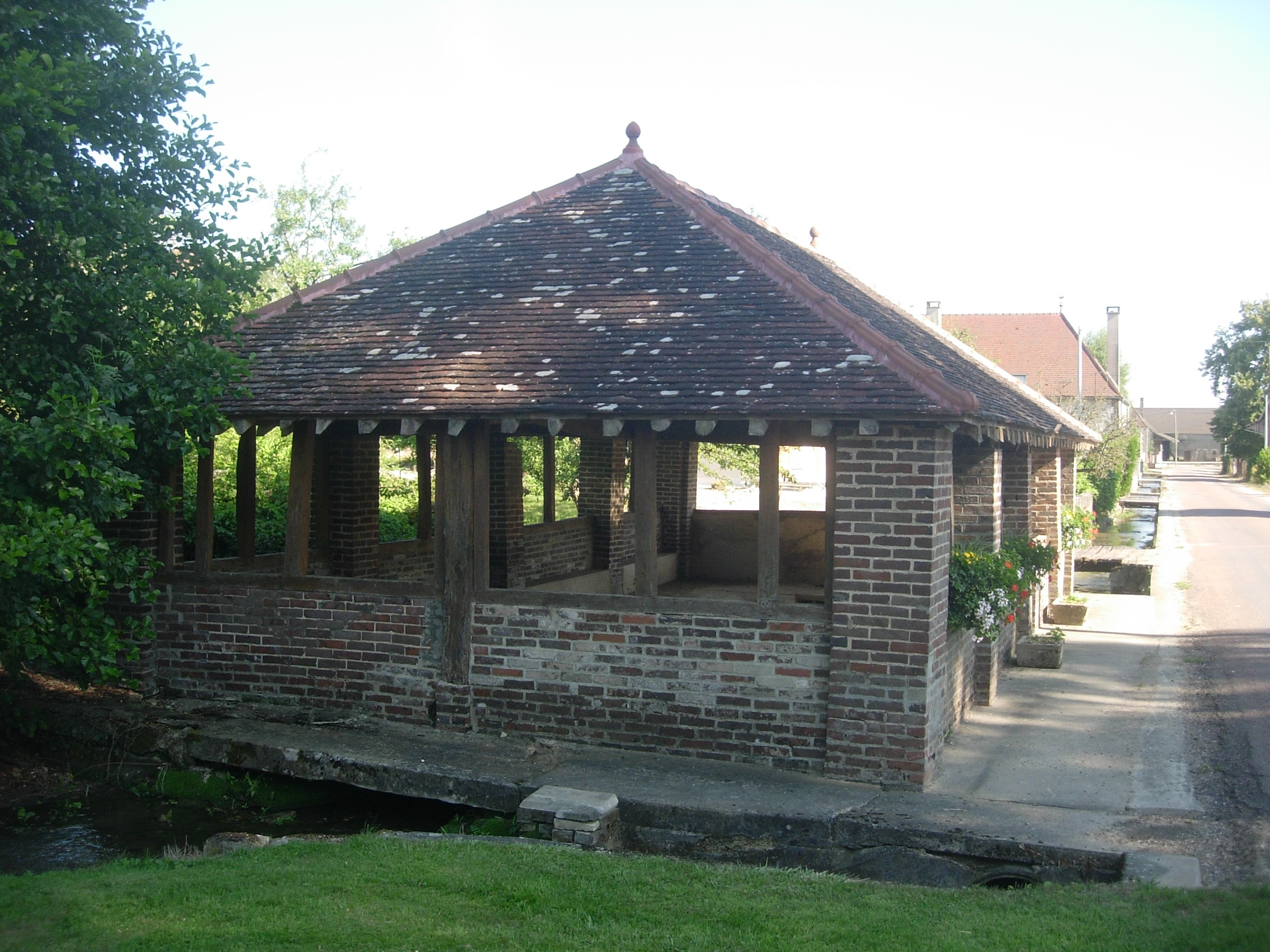
Le lavoir de Sivrey,
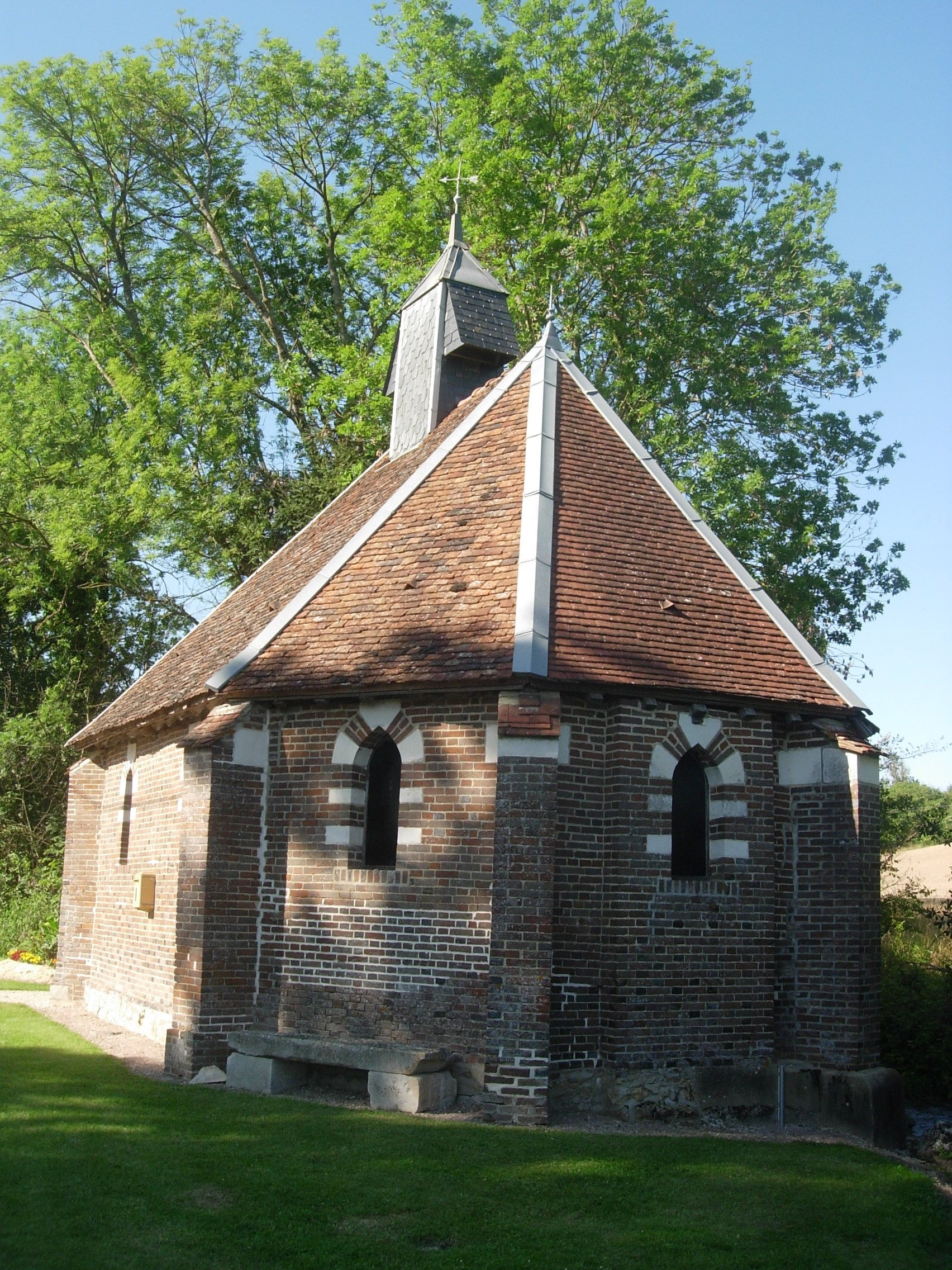
La chapelle de Sivrey.
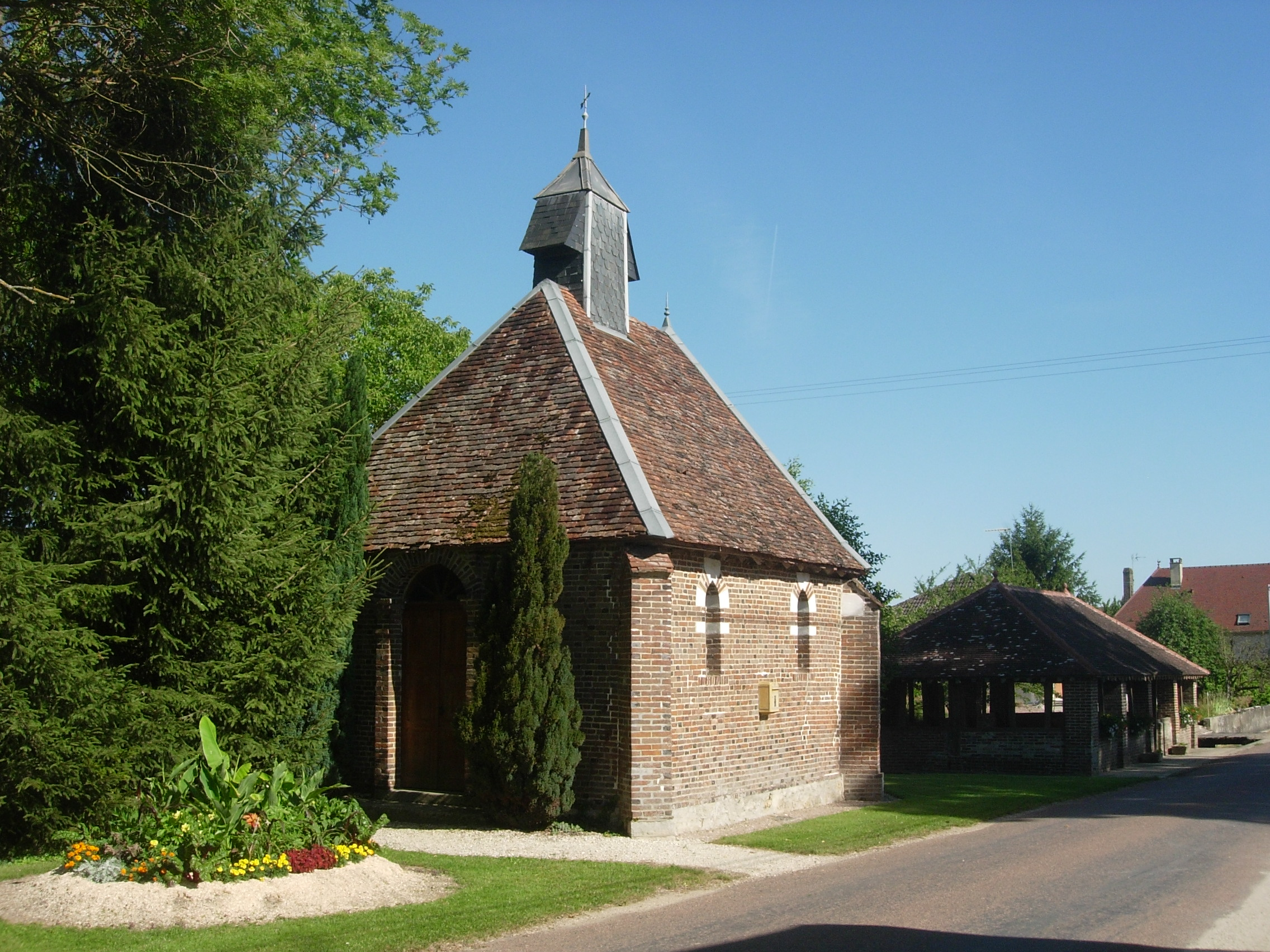
La chapelle de Sivrey.
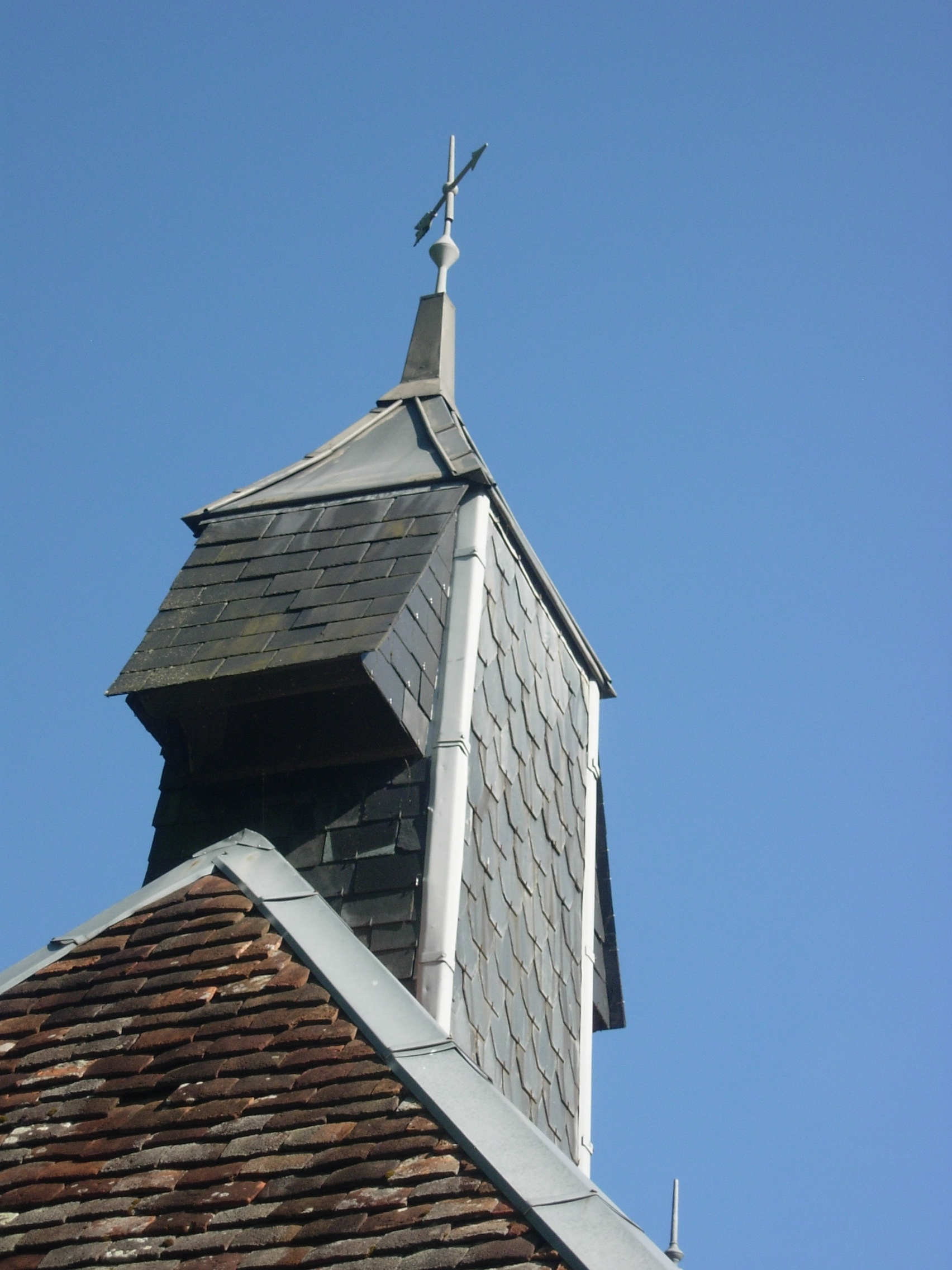
La chapelle de Sivrey.

- Un musée de l'objet curieux et insolite est ouvert dans le bourg d'Auxon depuis juin 2015.
- Sur la place, en haut de l'église, un monument célèbre la Résistance de 1939-1945.
- Chapelle Notre-Dame de la Coudre.

### Personnalités liées à la commune
- Gabriel Groley est né à Auxon en 1889 au hameau du Moulin du Bois.
- Parfait Jans, homme politique et écrivain, décédé le 24 août 2011 à Auxon.
- Georges Alexis Mocquery (1772-1847), général des armées de la République et de l'Empire, né à Auxon et décédé à Tours.
- Jacques Nicolas Moynat d'Auxon (1745-1815), général des armées de la République y est né. Décédé à Dijon.

### Héraldique
| Blason | Blasonnement : D'azur à l'aigle d'or, au chef cousu de gueules semé de billettes d'or. Commentaires : Il s'agit des armoiries d'Edme du Pont et d'Hugues de Conflans. |